# Gemischte Gemeinde
Die gemischte Gemeinde (französisch commune mixte, italienisch comunità mista) ist eine spezielle Gemeindeform in den schweizerischen Kantonen Bern und Jura.
Die gemischte Gemeinde ist der Zusammenschluss von Einwohnergemeinde (politischer Gemeinde) und Bürgergemeinde (in den Kantonen Bern und Wallis Burgergemeinde genannt).
Ziel ist die Beseitigung der Nachteile des Gemeindedualismus. Die Burgergüter werden dabei statt von einer eigenen Burgergemeinde von den Behörden der Einwohnergemeinde verwaltet. Über die Aufnahme neuer Bürger und die Veräusserung von Burgergut entscheidet jedoch nach wie vor die Bürgerversammlung und nicht die Gemeindeversammlung des Ortes.
Dieser Gemeindetypus wurde im Gemeindeorganisationsgesetz des Kantons Bern von 1852 offiziell eingeführt, bestand aber in vielen Gemeinden des damaligen bernischen Jura (heute Berner Jura, Kanton Jura und Laufental) faktisch bereits ab 1836.
Im Juni 2022 gab es im Kanton Bern 21 gemischte Gemeinden (von total 338 politischen Gemeinden).